# CGC Viareggio 2004-2005
Questa voce raccoglie le informazioni riguardanti del CGC Viareggio nelle competizioni ufficiali della stagione 2004-2005.

## Stagione
Venticinquesimo campionato di massima serie, A1. Il Viareggio riesce a mantenere quel punto di vantaggio fino al termine sul Hockey Novara: quinto posto in classifica e play-off acquisito. Nei quarti di finale trova il Roller Novara, quarta classificata, altra squadra della città piemontese. Il CGC batte in entrambe le partite i biancorossi ed accede così per la terza volta nella sua storia alle semifinali. Ad attenderlo troverà il Follonica, sfida che sarà ripetuta anche negli anni avvenire. I bianconeri perderanno entrambe le partite e saranno eliminati.

## Maglie e sponsor
| 1ª divisa | 2ª divisa |

## Organigramma societario
- Presidente: Alessandro Palagi
- Vicepresidente: Massimo Barozzi
- Consiglieri: Renzo Pardini
- Direttore sportivo:
- Segretaria:
- Addetto stampa:

## Organico

### Giocatori
Dati tratti dal sito internet ufficiale della Federazione Italiana Sport Rotellistici.
| N° | Naz.                 | Ruolo    | Sportivo           |  |  |  |
| -- | -------------------- | -------- | ------------------ |  |  |  |
|    | Italia (bandiera)    | Portiere | Roberto Salsi      |  |  |  |
|    | Argentina (bandiera) | Esterno  | Juan Travasino     |  |  |  |
|    | Argentina (bandiera) | Esterno  | Rolando Gattoni    |  |  |  |
|    | Italia (bandiera)    | Portiere | Leonardo Barozzi   |  |  |  |
|    | Italia (bandiera)    | Esterno  | Natante            |  |  |  |
|    | Italia (bandiera)    | Esterno  | Crudeli            |  |  |  |
|    | Italia (bandiera)    | Esterno  | Nicola Palagi      |  |  |  |
|    | Italia (bandiera)    | Esterno  | Andrea Deinite     |  |  |  |
|    | Italia (bandiera)    | Esterno  | Francesco Lenci    |  |  |  |
|    | Italia (bandiera)    | Esterno  | Simone Strenghetto |  |  |  |

### Staff tecnico
- 1º Allenatore:  Alessandro Cupisti
- 2º Allenatore: n.a.
- Meccanico: